# MTProxy
MTProto Proxy, или MTProxy — сетевой протокол семейства MTProto, разработанный командой Telegram. Трафик шифруется по криптографическому протоколу MTProto, на основе которого шифруются все данные в инфраструктуре Telegram.
Данный протокол используется только внутри Telegram и трафик извне по нему не проходит. Для подключения вместо логина и пароля, как в SOCKS, достаточно только пароля. Трафик зашифрован секретным ключом и почти не отличается от обычного HTTPS или TLS.
Для подключения к MTProxy достаточно кликнуть по ссылке с ним. Работает на всех десктопных и мобильных версиях Telegram.

## Особенности MTProxy
- Для подключения вместо логина и пароля достаточно только пароля;
- Трафик не отличается от обычного HTTPS/TLS;
- Пароль не передается до сервера при подключении. Клиент и сервер не имеют фазы открытого обмена информацией;
- Трафик зашифрован;
- Возможна работа только в среде Telegram;
- Затрудняет распознавание протокола с целью ограничения;
- Регулярные обновления ПО прокси-сервера;
- Возможность монетизации своего MTProxy с помощью Promoted-каналов.